# نیروگاه برق آبی وارگفورد
نیروگاه برق آبی وارگفورد (به سوئدی: Vargfors kraftstation) یک نیروگاه جریانی روزمینی و سد در سوئد است که در Västerbotten County, Sweden واقع شده‌است.